# Carsix
Carsix è un ex comune francese di 255 abitanti situato nel dipartimento dell'Eure nella regione della Normandia. Il 1º gennaio 2017 è stato accorpato ai comuni di Fontaine-la-Soret, Nassandres e di Perriers-la-Campagne per formare il comune di nuova costituzione di Nassandres sur Risle.

## Società

### Evoluzione demografica
Abitanti censiti